# Михайловська сільська рада (Усть-Калманський район)
Миха́йловська сільська рада (рос. Михайловский сельский совет) — сільське поселення у складі Усть-Калманського району Алтайського краю Росії.
Адміністративний центр — село Михайловка.

## Історія
2010 року ліквідована Слюдянська сільська рада (села Верх-Слюдянка, Слюдянка), територія увійшла до складу Михайловської сільради.

## Населення
Населення — 1547 осіб (2019; 1864 в 2010, 2396 у 2002).

## Склад
До складу сільської ради входять:
| Населений пункт     | Населення, осіб (2002) | Населення, осіб (2010) |
| ------------------- | ---------------------- | ---------------------- |
| Васильєвка, селище  | 155                    | 90                     |
| Верх-Слюдянка, село | 180                    | 156                    |
| Михайловка, село    | 1899                   | 1516                   |
| Слюдянка, село      | 162                    | 105                    |